# Meninas da Noite
Meninas da Noite é um livro do jornalista Gilberto Dimenstein, que durante seis meses,  investigou a rota do tráfico de meninas na Amazônia, viajando pelo submundo da prostituição infantil. 
O resultado é um livro que dá ao leitor a sensação de estar diante de um filme de suspense policial. Cada passo da investigação é relatado com detalhes, mostrando como foi possível encontrar traficantes e um cativeiro de meninas-escravas protegidos pela selva amazônica. É mais um livro jornalístico de Dimenstein, autor de A República dos Padrinhos, Conexão Cabo Frio e A Guerra dos Meninos, reportagens com repercussões dentro e fora do Brasil.
O livro foi realizado com apoio da Folha de S. Paulo e uma bolsa de estudos da Fundação MacArthur. 
As fotografias do livro reportagem foram tiradas por Paula Simas.